# Hypericum cuatrecasii
Hypericum cuatrecasii är en johannesörtsväxtart som beskrevs av Henry Allan Gleason. Hypericum cuatrecasii ingår i släktet johannesörter, och familjen johannesörtsväxter. Inga underarter finns listade i Catalogue of Life.